# Num lock

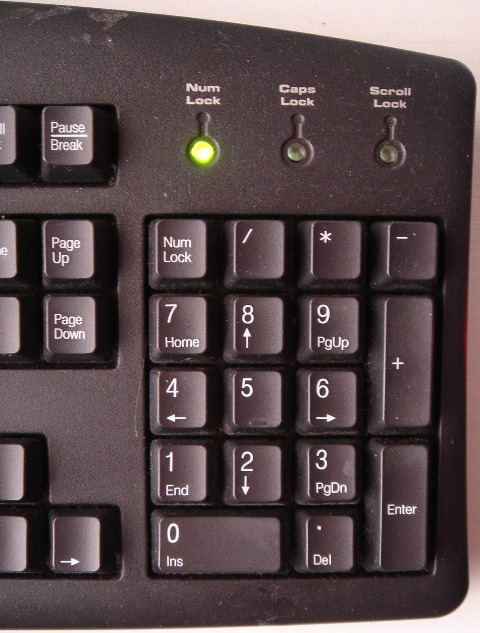
Num Lock-lampje (brandend) en -toets

Num Lock is een toets (met eventueel een bijhorend lampje) op een toetsenbord van een computer. De gebruiker kan hiermee wisselen tussen de numerieke invoer of het gebruiken van de navigatietoetsen (pijltjes, home, end, page-up, page-down), insert of delete. Hetzelfde effect is met de shiftknop te bereiken, maar in tegenstelling tot Num Lock moet deze ingedrukt blijven.
De Num Lock-toets is een overblijfsel van de IBM PC, die een toetsenbord heeft van 84 toetsen. Dit toetsenbord heeft namelijk geen aparte navigatietoetsen naast het numerieke gedeelte.
Num Lock wordt tegenwoordig vaak standaard aangezet bij het opstarten van de computer, omdat moderne toetsenborden wel voorzien zijn van de navigatietoetsen. Bij veel kleinere laptops met een compact toetsenbord is het echter gebruikelijk dat Num Lock standaard uit staat omdat de numerieke toetsen gedeeld worden met de lettertoetsen.
Ook hebben Apple Macintosh toetsenborden geen Num Lock-toets. Het numerieke deel van het toetsenbord dient hier uitsluitend om cijfers in te typen en kan niet gebruikt worden voor navigatie.

## Toetsenbord
Op een IBM/Windows toetsenbord (QWERTY) is het een van de toetsen in het numerieke deel van het toetsenbord: